# Sahelkapokmees
De Sahelkapokmees (Anthoscopus punctifrons) is een zangvogel uit de familie Remizidae (buidelmezen).

## Verspreiding en leefgebied
Deze soort komt voor bij de zuidelijke grenzen van de Sahara en van Mauritanië tot Eritrea.